# Hélène Marie Renée de Francqueville d'Abancourt
Hélène Marie Renée de Francqueville d'Abancourt (Sentheim, 22 octobre 1905 - Ravensbrück, 4 avril 1945,) est une aviatrice française, pilote civile et militaire, morte en déportation pendant la Seconde Guerre mondiale.

## Biographie
En 1935 et  1936, elle s'est inscrite à la Coupe Hélène Boucher,.
Engagée en 1943 dans les FFL dans le personnel navigant de l'Armée de l'air, elle est capturée par les Allemands et déportée à Ravensbrück.